# Damson Idris
Damson Idris (London, 1991. szeptember 2.–) brit színész. Jelenleg John Singleton Fehér hó című bűnügyi drámájában játszik, amely 2017. július 5-én debütált az FX csatornán. A Netflix-es Halálos harcmező (2021) című sci-fi akciófilmjének társfőszerepét játszotta.

## Fiatalkora és tanulmánya
Idris Peckhamben született, Délkelet-London és nigériai származású. Hat gyermek közül ő a legfiatalabb. Sűrűn focizott, és arról álmodott, hogy egyszer ő lesz a következő Cristiano Ronaldo. Emellett rögbizett is, és 2002-ben pedig kezet fogott II. Erzsébet királynővel, amikor csapata részt vett a királynő aranyjubileumi ünnepségén. Idris a legfiatalabb a testvérei közül – három bátyja és két nővére van, akik mindannyian jogi, üzleti és informatikai karriert futottak be, így hamar rájött, hogy a profi futballkarrieri álma nem fog összejönni, végül a londoni Brunel University drámatagozatán tanult. Színházi, film- és televíziós tanulmányokból szerzett kiemelkedő diplomát.

## Magánélete
Idris elkötelezett futballrajongó, és a Manchester United FC-nek szurkol. Azt mondta, hogy példaképe az amerikai színész Denzel Washington. 2017-ben a Interview magazinnak azt mondta: "Denzel egyszerűen fenomenális. Nem tudtam, hogy színész akarok lenni, de amikor egyszer magamra találtam, figyeltem, hogy kiket mondanak az emberek nagyszerűnek. Megnéztem, hogy kire akarok hasonlítani. Nemcsak a színészetben, hanem a magánéletükben is. Egy jó ízlésű, tekintélyes és előkelő ember, ez az, amit igazán kerestem, így ő volt az a személy, aki ezt elérte számomra."

## Filmográfia

### Film
| Év   | Magyar cím                     | Eredeti cím          | Szerep              | Magyar hang   |
| ---- | ------------------------------ | -------------------- | ------------------- | ------------- |
| 2012 | A bátyám árnyékában            | My Brother the Devil | koporsóhordozó      |               |
| 2016 |                                | City of Tiny Lights  | Hakim               |               |
| 2017 | Megan Leavey                   | Megan Leavey         | Michael Forman      | Hamvas Dániel |
| 2018 | The Commuter – Nincs kiszállás | The Commuter         | Denys ügynök        | Tasnádi Bence |
| 2018 | Astral                         | Astral               | Jordan              |               |
| 2018 | A bőrömben                     | Farming              | Enitan              | Szatory Dávid |
| 2021 | Halálos harcmező               | Outside the Wire     | Thomas Harp hadnagy | Miller Dávid  |
| 2025 | F1 – A film                    | F1                   | Joshua Pearce       | Kerek Dávid   |

### Televízió
| Év        | Magyar cím        | Eredeti cím       | Szerep            | Megjegyzés           |
| --------- | ----------------- | ----------------- | ----------------- | -------------------- |
| 2013      | Miranda           | Miranda           | útitárs           | 1 epizód             |
| 2015      | Baleseti sebészet | Casualty          | Leon James        | 1 epizód             |
| 2015      | Doktorok          | Doctors           | Krispin Northcote | 1 epizód             |
| 2017–2023 | Fehér hó          | Snowfall          | Franklin Saint    | főszerep (60 epizód) |
| 2019      |                   | The Twilight Zone | Dorian Harrison   | 1 epizód             |
| 2019      | Fekete tükör      | Black Mirror      | Jaden Tommins     | 1 epizód             |
| 2023      | Rajzás            | Swarm             | Khalid            | 1 epizód             |

### Színház
| Év   | Cím           | Szerep | Színház                 | Színdarabíró       |
| ---- | ------------- | ------ | ----------------------- | ------------------ |
| 2012 | Khadija Is 18 | Sam    | Finborough Theatre      | Shamser Sinha      |
| 2012 | Pandora's Box | Tope   | Arcola Theatre          | Ade Solanke        |
| 2013 | Ghost Town    | Joe    | Pilot Theatre           | Jessica Fisher     |
| 2013 | The DugOut    | Leo    | Tobacco Factory Theatre | Amanda Whittington |
| 2014 | Hotel         | Other  | Royal National Theatre  | Polly Stenham      |

### Videójátékok
| Év   | Cím         | Szerep        | Megjegyzés    |
| ---- | ----------- | ------------- | ------------- |
| 2017 | Squadron 42 | Marcus Corell | hangosbemondó |